# نوبوكو إيماي
نوبوكو إيماي ولدة في يوم 18 مارس سنة 1943 في مدينة توكيو، وهي عازفة كمان، بدأت تتعلم العزف على الكمان في سن السادسة، ثم الكمان في سن 15 عامًا. درست الكمان في مدرسة  للموسيقى . ثم واصلت دراستها في جامعة ييل ومدرسة جويليارد,. فازت نوبوكو إيماي بالجوائز الأولى في المسابقات الدولية في ميونيخ وجنيف .